# 惡靈偵探 (第二季)
美國超自然現象驚悚類型的電視劇《惡靈偵探》第二季由羅伯特·金和蜜雪兒·金開創。卡佳·赫爾伯斯和麥克·寇特分別出演女主角克莉絲汀·布夏和男主角大衛·阿考斯塔，主演還包括阿西夫·曼迪維、寇特·富勒、馬蒂·馬圖里斯（Marti Matulis）、布魯克林·查克、斯凱勒·格雷（Skylar Gray）、馬迪·克羅科（Maddy Crocco）、達利亞·納普（Dalya Knapp）、克莉絲汀·拉蒂和邁克爾·愛默生。
《惡靈偵探》第二季於2021年6月20日在Paramount+首播，2021年9月12日完結，共13集。2021年7月8日，Paramount+續訂第三季。

## 演員與角色

### 主要角色
- 卡佳·赫爾伯斯 飾演 克莉絲汀·布夏（Dr. Kristen Bouchard）

- 麥克·寇特 飾演 大衛·阿考斯塔（David Acosta）

- 阿西夫·曼迪維 飾演 班·沙基爾（Ben Shakir）

- 寇特·富勒（英语：Kurt Fuller） 飾演 寇特·博格斯（Kurt Boggs）

- 馬蒂·馬圖里斯（Marti Matulis） 飾演 喬治（George）

- 布魯克林·查克（英语：Brooklyn Shuck） 飾演 琳恩·布夏（Lynn Bouchard）

- 斯凱勒·格雷（Skylar Gray） 飾演 莉拉·布夏（Lila Bouchard）

- 馬迪·克羅科（Maddy Crocco） 飾演 萊克希斯·布夏（Lexis Bouchard）

- 達利亞·納普（Dalya Knapp） 飾演 蘿拉·布夏（Laura Bouchard）

- 克莉絲汀·拉蒂 飾演 雪莉·盧里亞（Sheryl Luria）

- 邁克爾·愛默生 飾演 利蘭·唐森（Leland Townsend）

### 常設角色
- 派翠克·布蘭莫 飾演 安迪·布夏（Andy Bouchard）

## 集數
第二季共13集，由尼爾森·麥考米克、約翰·達爾、弗雷德·托伊、阿萊西婭·瓊斯、羅恩·安德伍德、詹姆斯·惠特摩爾、克拉克·約翰遜、斯泰西·K·布萊克（Stacey K. Black）和凱文·沙利文（Kevin Sullivan）執導，羅克內·S·奧班農、黛薇塔·史嘉莉（Davita Scarlett）、德韋恩·達里安·瓊斯（Dewayne Darian Jones）、羅伯特·金、蜜雪兒·金、帕特里夏·伊恩·勞埃德（Patricia Ione Lloyd）、奧林·斯奎爾、路易莎·希爾（Louisa Hill）和妮拉·貝斯·勒布夫（Nialla Bese LeBouef）執筆編劇。
| 總集數 | 集數 （季） | 標題 | 譯名       | 導演            | 編劇                 | 上線日期       |
| ------ | ----------- | ---- | ---------- | --------------- | -------------------- | -------------- |
| 14     | 1           |      | 夜驚       | 尼爾森·麥考米克 | 羅克內·S·奧班農      | 2021年6月20日  |
| 15     | 2           |      | 天使       | 約翰·達爾       | 黛薇塔·史嘉莉        | 2021年6月27日  |
| 16     | 3           |      | 火焰       | 弗雷德·托伊     | 德韋恩·達里安·瓊斯   | 2021年7月4日   |
| 17     | 4           |      | 電梯       | 阿萊西婭·瓊斯   | 羅伯特·金＆蜜雪兒·金 | 2021年7月11日  |
| 18     | 5           |      | 殭屍       | 尼爾森·麥考米克 | 帕特里夏·伊恩·勞埃德 | 2021年7月18日  |
| 19     | 6           |      | 警察       | 羅恩·安德伍德   | 奧林·斯奎爾          | 2021年7月25日  |
| 20     | 7           |      | 沉默       | 羅伯特·金       | 羅伯特·金＆蜜雪兒·金 | 2021年8月29日  |
| 21     | 8           |      | 顳頂葉     | 詹姆斯·惠特摩爾 | 路易莎·希爾          | 2021年9月5日   |
| 22     | 9           |      | 不明飛行物 | 克拉克·約翰遜   | 妮拉·貝斯·勒布夫     | 2021年9月12日  |
| 23     | 10          |      | 恐曠症     | 斯泰西·K·布萊克 | 奧林·斯奎爾          | 2021年9月19日  |
| 24     | 11          |      | 國稅局     | 尼爾森·麥考米克 | 德韋恩·達里安·瓊斯   | 2021年9月26日  |
| 25     | 12          |      | 玩偶       | 凱文·沙利文     | 黛薇塔·史嘉莉        | 2021年10月3日  |
| 26     | 13          |      | 食人魔     | 阿萊西婭·瓊斯   | 羅克內·S·奧班農      | 2021年10月10日 |

## 迴響

### 評價
根据評論匯總网站爛番茄汇总的12篇评论文章，92%的评论家给予《惡靈偵探》第二季正面评价，平均打分为8.45分（满分10分）。

## 發行
2021年5月18日，CBS宣佈《惡靈偵探》第二季移至Paramount+播出，於2021年6月20日首播。

## 資料來源
1. ↑  Andreeva, Nellie. . Deadline Hollywood. 2021-07-08  [2021-07-08]. （原始内容存档于2021-07-08） （美国英语）.
2. ↑  Caruso, Nick. . TVLine. 2021-05-23  [2021-05-25]. （原始内容存档于2021-06-09） （美国英语）.
3. 1 2  . Writers Guild of America West.   [2021-05-20]. （原始内容存档于2021-05-21） （美国英语）.
4. ↑  . The Futon Critic.   [2021-05-24] （美国英语）.
5. ↑  . Rotten Tomatoes. Fandango Media.   [2021-06-27] （美国英语）.
6. ↑  Andreeva, Nellie. . Deadline Hollywood. 2021-05-18  [2021-05-18]. （原始内容存档于2021-05-18） （美国英语）.
7. ↑  Shafer, Ellise. . Variety. 2021-05-23  [2021-05-23]. （原始内容存档于2021-06-15） （美国英语）.

## 外部連結
- 官方网站